# 泰勒彩龜
泰勒彩龜（學名：Trachemys taylori） ）是彩龜屬下的一種龜。發現於墨西哥科阿韋拉州四沼澤。